# 和平里街道 (保定市)
和平里街道，是中华人民共和国河北省保定市莲池区下辖的一个乡镇级行政单位。

## 行政区划
和平里街道下辖以下地区：
东元宝胡同社区、市府前街社区、城隍庙街社区、双彩街社区、法院街社区、金昌东社区、青东巷社区、帅府胡同社区、新华村社区和军学胡同社区。